# Credit default swap
Pour les articles homonymes, voir CDS.
Les couvertures de défaillance ou dérivés sur événement de crédit ou permutations de l'impayé, plus connus sous leur nom et abréviation anglais credit default swaps (CDS), sont des contrats de protection financière entre acheteurs et vendeurs, qui furent développés à partir de 1994 au sein de la banque JP Morgan. L'acheteur de protection verse une prime ex ante annuelle calculée sur le montant notionnel de l'actif à couvrir souvent dit de référence ou sous-jacent (ce montant étant également appelé encours notionnel du CDS), au vendeur de protection qui promet de compenser ex post les pertes de l'actif de référence en cas d'événement de crédit précisé dans le contrat. Il s'agit donc, sur le plan des flux financiers, de l'équivalent d'un contrat d'assurance.
Il s'agit d'une transaction non-financée : sans obligation de mettre de côté des fonds pour garantir la transaction, le vendeur de protection reçoit des primes périodiques et augmente ses avoirs sans aucun investissement en capital si aucun événement de crédit n'a lieu jusqu'à maturité (la fin) du contrat. Dans le cas contraire, événement plus ou moins probable mais très coûteux, il est contraint de faire un paiement contingent, donc de fournir des fonds ex post. Il s'agit donc d'une exposition hors bilan.
Les CDS ont été largement incriminés lors de la crise financière de 2007 à 2011 puis la crise de la dette dans la zone euro de 2011.

## Historique
En 1994, la banque JP Morgan accorda une ligne de crédit de 4,8 milliards de dollars à la compagnie pétrolière américaine Exxon du fait des risques liés à la marée noire provoquée par l'échouage de l'Exxon Valdez. Une telle ligne de crédit ne pouvait être détenue à 100 % sans modifier considérablement le bilan et augmenter le coût de refinancement de la banque. Une équipe de banquiers dirigée par Blythe Masters travailla sur un moyen de transférer une partie du risque de cette ligne de crédit en créant un produit financier spécifique de crédit qu'elle vendit sur le marché par l'intermédiaire de la tradeuse Terri Duhon. JP Morgan commença à standardiser ces produits qui prirent le nom de CDS. À l'origine, ces portefeuilles de crédit portaient le nom de BISTRO pour Broad Index Secured Trust Offering. Ces nouveaux produits financiers furent rapidement adoptés par l'ensemble des institutions bancaires avant d'être restructurés et reconnus sous le nom de CDS. Avec John Cassano  en 1998, J.P. Morgan empaqueta ces « credit default swaps » dans des « produits de confiance largement sécurisés » (Broad Index Secured Trust Offering) qui seront nommés CDO. Cassano considère ces CDO (obligations adossées à des actifs) comme un événement-clé :  « Ce fut un tournant décisif lorsqu'en 1998 J.P. Morgan nous contacta, nous qui travaillions beaucoup avec eux, et nous demanda de participer. »
Les CDS connaissent une croissance foudroyante dans les années 2000. La conséquence est que plus personne ne sait où se trouve le risque de crédit. Présenté comme dispersé et ventilé, gage d'une plus grande sécurité, il se concentre en réalité dans le hors bilan des plus grosses institutions d'assurance.
Les CDS sont considérés comme une des causes de la chute, le 15 septembre 2008, de American International Group (AIG), et une des sources de la diffusion incontrôlée des risques de crédit. Le marché des CDS est passé de 6 396 milliards de dollars américains à fin 2004 à 57 894 milliards à fin 2007, prenant le caractère d'une bulle financière. La banque Lehman Brothers était le premier acteur sur ce marché jusqu'à sa faillite. Les CDS, travaillés hors bilan et hors bourse, permettaient de contourner toutes les règles prudentielles, et l'accès aux CDS n'était pas contrôlé par les pouvoirs publics. Largement vus comme une des grandes sources de la crise financière, la plus grave depuis 1929, les CDS sont dans le collimateur de ceux qui veulent affermir les réglementations et resserrer le contrôle des activités bancaires.

## Élaboration d'un contrat de CDS
L'élaboration d'un contrat de CDS nécessite l'agrément des cocontractants sur plusieurs points. 

### L'actif de référence
Ils doivent fixer l'actif de référence pour lequel la protection est envisagée. Il peut s'agir de dettes de pays souverains, d'institutions financières ou de toute autre entreprise qu'elle soit notée ou pas.

### La valeur notionnelle, la maturité, le montant de la prime
Sont également fixés la valeur notionnelle de l'actif, la maturité de la transaction, habituellement de 5 ans, et le montant de la prime à verser par l'acheteur de protection.

### La définition des événements de crédit
Les cocontractants doivent se mettre d'accord sur une définition précise des événements de crédit afin d'éviter toute contestation ex post. Les défauts de la Russie en 1998 et de l'Argentine en 2002 ont en effet mis en évidence le manque de précision dans la documentation des contrats CDS en ce qui constitue exactement un événement de crédit. À cet égard, l'International Swaps and Derivatives Association (ISDA) a encouragé une standardisation de la définition d'un événement de crédit. Un paiement contingent de la part du vendeur de protection est déclenché lorsqu'il y a faillite, défaut de paiement, moratoire (délai de paiement) ou restructuration (prolongement de la durée de remboursement).
Les CDS étant des contrats bilatéraux, les cocontractants ne sont pas obligés de se conformer à cette définition d'événements de crédit et omettent souvent la restructuration qui ne constitue pas, à proprement parler, une perte de capitaux pour l'acheteur. Les cocontractants doivent avoir fixé la compensation à payer par le vendeur de protection en cas d'événement de crédit.

### Le paiement contingent
Le paiement contingent désigne le versement que le vendeur de protection doit effectuer auprès de l'acheteur si un événement de crédit, tel que prévu et décrit contractuellement, survient.
Les cocontractants doivent définir de quelle manière le vendeur de protection peut effectuer le paiement contingent. Le vendeur peut souhaiter faire une compensation en espèces (cash settlement) ou par règlement physique (physical delivery). Dans le premier cas, le paiement contingent est égal à la différence entre le montant notionnel de l'actif et son prix de marché, dans le deuxième, le vendeur de protection paie le montant notionnel de l'actif et reçoit l'actif en contrepartie.
À titre de comparaison, voici un exemple : Un CDS sur un actif d'un million d'euros (valeur du notionnel) est touché par un événement de crédit, tel que le taux de dépréciation de l'actif est estimé à 70 %. Sous le régime de la compensation par espèces, le vendeur verse à la contrepartie 700 000 euros. Si le règlement physique a été préféré, le vendeur de protection fait un paiement contingent du notionnel, soit un million d'euros. L'acheteur de protection lui livre l'actif déprécié (par exemple des obligations valorisées à 30 % de leur valeur nominale), ce qui incite le vendeur de protection à attendre une amélioration de la situation pour revendre cet actif (les obligations) plus tard. Cela peut s'avérer moins coûteux que la compensation par espèces si la valeur de l'actif remonte, mais peut aussi empirer la perte de l'assureur si elle se dégrade davantage.
Enfin, en cas de règlement physique, il convient d'être fixé sur les titres de dette livrés au vendeur de protection, car tous les titres n'ont pas la même priorité dans les structures de recouvrement.

## Prime de CDS

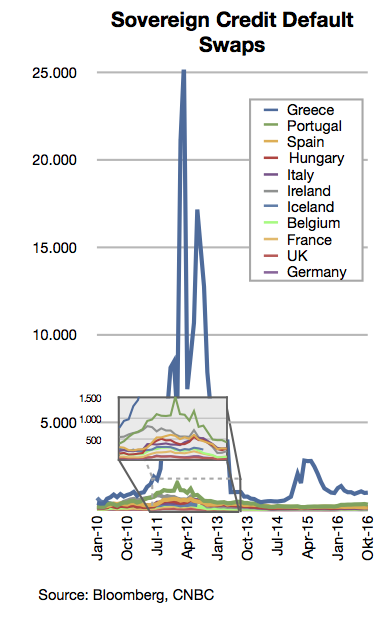
Primes des CDS souverains depuis janvier 2010 - L'axe de gauche est en points de base (100 points de base représentent 1 %).
1 point de base d’un CDS protégeant 10 millions de dollars de dettes pendant cinq ans coûte 1000 $ par an.

S'agissant d'un contrat bilatéral, le transfert de risque de crédit des CDS single name est direct. Il ne passe donc pas par un SPV (Special Purpose Vehicle, c'est-à-dire une « entité ad hoc »). Les CDS permettent une exposition pure au risque de crédit et le niveau de prime fixé est perçu par les participants du marché comme une indication sur la qualité de crédit des actifs. Les assureurs monoline vendent typiquement de la protection pour des actifs de très bonne qualité uniquement, encaissant des primes périodiques assez faibles pour la couverture d'un événement de crédit potentiel extrêmement coûteux mais très improbable.
Dans le même ordre d'idées, les primes de CDS pour des actifs jugés risqués sont relativement élevées. Ces primes augmentent lorsque la situation d'un emprunteur semble se détériorer. Tel était le cas pour les CDS portant sur la dette argentine en 2001 avant son défaut effectif. Les primes de CDS varient ainsi en fonction de l'évolution de la perception de la qualité de crédit de l'actif sous-jacent. À travers cette caractéristique, les participants se servent des niveaux de primes pour anticiper des événements de crédit futurs.

### Calcul du montant de la prime
La hauteur de la prime en points de base d'un CDS est calculée en fonction de l'actif (s'il s'agit d'obligations, en fonction des titres d'obligation de la même référence ou du sous-jacent). La prime peut porter le nom de prix du CDS, valeur du CDS ou spread du CDS, cependant, il ne faut pas confondre avec le spread de crédit. La rémunération d'une obligation est exprimée à partir du taux Libor plus une marge. Ce supplément d'intérêt se justifie par le niveau de risque relativement plus élevé associé à cet actif par rapport à l'investissement censé non risqué que rémunère le taux Libor (dit flat ou spread zéro), voire négatif.

### La prime et lespread
La prime du CDS dont l'actif sous-jacent est une obligation doit, en principe, être égale au spread de crédit de cette obligation afin d'éviter tout comportement d'arbitrage. Il serait sinon possible de faire un investissement sans risque à profit sûr en détenant une obligation dont le spread de crédit est supérieur à la prime de CDS du même actif que l'on verse à un vendeur de protection.
Dans le marché des CDS, il n'y a pas toujours égalité entre le spread de crédit et la prime de CDS sur un même actif. La « base » égale à la différence entre la « prime » et le « spread », peut être positive ou négative.
Lorsque la base est positive, la prime de CDS étant supérieure au spread de crédit, cela peut signifier que la demande de couverture contre du risque de crédit par les banques est trop importante par rapport à l'offre de vente de protection. Le niveau des primes de CDS s'explique dans cette logique à travers l'ajustement du prix par la confrontation de l'offre et de la demande. C'est l'une des raisons pour lesquelles les primes augmentent lorsque la qualité de crédit se détériore. Les banques, cherchant à se couvrir contre un risque de crédit particulier leur paraissant suspect, augmentent leur demande d'achat de protection qui ne coïncide pas avec la volonté des investisseurs de la satisfaire. La base peut être positive pour une autre raison : l'incertitude en cas d'événement de crédit sur la qualité des obligations livrées sous le régime du physical delivery peut inciter les vendeurs de protection à insister sur une prime plus élevée.
L'argument avancé pour expliquer la base négative tient au caractère non financé des CDS. Les vendeurs de protection peuvent en effet se contenter d'une moindre rémunération, car leur rôle dans un contrat de CDS ne les confronte ex ante à aucun coût. Elle est cependant beaucoup moins courante que la base positive.
Notons enfin que la prime d'un CDS est également appelée « prix du CDS », « valeur du CDS » ou encore « spread du CDS », à ne pas confondre avec le spread du crédit (aussi appelé spread obligataire).

## Évaluation
Il existe deux familles de modèles permettant d’évaluer les CDS :
1. l’approche structurelle, une extension du modèle Black-Scholes (1974) ;
2. la forme réduite, qui simule directement la probabilité de défaut.

Le premier modèle est séduisant, car il permet de lier le marché du crédit à celui des actions. Cependant, le modèle n’est pas suffisamment flexible pour correspondre aux spreads du marché. Le second modèle est le standard utilisé sur le marché. Le marché des CDS est en 2008 très flexible, ainsi la courbe de spread est une donnée observable, qui permet de calibrer le modèle.
Une troisième catégorie, dite « hybride », s’inspirant des deux modèles précédents a été développée pour profiter des avantages de chaque modèle.

## Intérêt et dangers des CDS
Dans le schéma d'analyse traditionnel de l'activité des banques, c'est le banquier qui analyse les risques d'un crédit et l'assume en cas de prêt. Il peut le partager avec d'autres banques sous forme de syndication. Il gère son risque d'insolvabilité du débiteur par des garanties de divers types et s'il s'est trompé, son capital encaisse la perte. L'organisation du crédit fait donc la part belle aux exigences de capital en fonction du risque des contrats de prêts.
Le mécanisme du CDS permet à une banque de prêter sans assumer le risque complet d'une transaction et sans augmenter ses besoins de capitaux de garantie. L'assureur de son côté peut dépendre de règles prudentielles différentes qui n'imposent pas des réquisitions de capital. Les CDS ont été présentés par leurs promoteurs  comme une révolution dans la banque et la gestion du risque. La diffusion du risque et son contrôle par le marché devaient rendre l'ensemble plus solide. Dans la pratique le mécanisme a permis aux banques de devenir des courtiers en crédits, et de multiplier leur profit sans exigence de capital supplémentaire et hors de la vue des régulateurs bancaires.
Ce « changement de paradigme » de l'activité bancaire crée une difficulté : le développement macro économique d'un risque de dégradation de la qualité des prêts et d'un risque de contrepartie (risque que l'assureur ne puisse pas payer, donc qu'il n'y ait pas en fait d'assurance). Considéré par ses promoteurs comme un moyen de diffuser le risque, le CDS en  réalité l'a concentré. Une grande partie du risque s'est regroupé sur les organismes prêts à acheter du risque, dans la pratique certains assureurs.  Toutes les opérations se faisant  en mode bilatéral et hors bilan, l'aspect macro économique est resté longtemps caché pour surgir avec une extrême violence en septembre 2008.
Le système est fondé très largement sur les agences de notation qui qualifient le risque et d'une certaine façon déclarent les « événements de crédit ».  On a constaté les graves erreurs d'évaluation des agences de notation sur les produits dérivés, avec des brusques changements  qui ont aggravé la crise de crédit dès qu'elle a commencé en été 2007 et lorsqu'elle s'est précipitée avec la faillite de Lehman Brothers en septembre 2008.  C'est finalement l'argent des contribuables  qui a permis de financer le risque de contrepartie. Les impôts américains ont payé par exemple les CDS de la Société générale vis-à-vis de Lehman-Brothers.  L'interconnexion des systèmes financiers était devenue telle que les mécanismes prévus pour sauver les déposants nationaux ont servi à protéger des intérêts internationaux. 
Un autre aspect des CDS est qu'ils servent non seulement d'assurance mais aussi de moyen de spéculation. On leur attribue un rôle non négligeable dans la spéculation sur les dettes souveraines européennes. On le voit clairement depuis que la crise de l'endettement frappe une partie des pays de l'Euroland. Pour conserver une stabilité des marchés financiers, on hésitait à déclarer une restructuration de la dette grecque parce qu'on ne connaissait pas le nombre et le volume des contrats CDS qui se déclencheraient sur une décision qui serait interprétée par les agences de notation[réf. nécessaire] comme un « événement de crédit ». 
Jusqu'ici les CDS n'ont pas fait l'objet d'une réforme réglementaire internationale d'envergure. On évoque la nécessité d'unifier les règles prudentielles et les organismes de surveillance entre la banque et l'assurance, le changement des règles de comptabilisation des CDS pour les faire revenir dans le bilan, la création de plates-formes de compensation afin de rendre plus net le risque de contrepartie, la nécessité de nouvelles formes de reporting. La suppression des CDS et le retour à la responsabilité exclusive des banques vis-à-vis du risque du crédit sont parfois évoqués.
Les CDS sont-ils une révolution financière utile, une innovation qui comme toutes les innovations doit être maîtrisée avant de jouer pleinement son rôle bénéfique ? Ou s'agit-il d'un simple moyen de contourner les règles bancaires en créant un risque collectif insupportable ?  C'est tout l'enjeu des discussions sur les réformes financières imposées par la « grande récession ».

## Contrôle réglementaire
Au niveau européen, la directive "relative aux sanctions pénales applicables aux opérations d’initiés et aux manipulations de marché", adoptée le 20 octobre 2011, doit être transposée dans les législations nationales dans les deux ans, mais le Royaume-Uni et l'Irlande en ont été dispensés.
La directive sur les opérations d'initiés et les manipulations de marché adoptée également le 20 octobre 2011, concerne en particulier la surveillance des opérations de gré à gré sous l'égide de l'Autorité européenne des marchés financiers : "pour veiller à ce que toute manipulation des marchés d’instruments financiers au moyen d’instruments dérivés négociés de gré à gré, tels que des CDS, soit clairement interdite". Toutefois, sauf réglementation nationale spécifique, anticipant la transposition de la directive : "son application devrait intervenir 24 mois après son entrée en vigueur", c'est-à-dire au plus tard en 2013. Celle-ci a déjà eu lieu en partie en  France avec l'article L. 621-15 de la loi sur la régulation bancaire et financière,,. Le cadre législatif est donc en place en France, fin 2011, pour donner à l'autorité des marchés financiers un pouvoir de sanction contre d'éventuelles manipulations de taux qui utiliseraient les CDS.
En juin 2011, le marché des CDS (encours notionnels) représentait 32 400 milliards de dollars (49 % du PIB de la planète), dont 21 400 milliards atteindront leur maturité entre 1 et 5 ans. Devant l'ampleur de ces chiffres, l'Union européenne a adopté un règlement portant sur l'encadrement des ventes à découvert et certains aspects des contrats d'échange sur risque de crédit. Cette réglementation s'appliquera à partir du 1er novembre 2012. Sur décision du Parlement européen et à l'issue d'une négociation menée par Pascal Canfin, député européen Europe Écologie Les Verts, rapporteur pour ce texte, ce règlement interdit notamment les CDS à nu sur la dette souveraine des États européens.

## Engagements liés aux CDS (encours notionnels)
- En juillet 2011, le marché des CDS aux États-Unis, majoritairement contrôlé par trois banques américaines (JP Morgan, Bank of America, Citibank), couvrait des risques de défauts qui s’élevaient à 15 227 milliards de dollars[19], soit quasiment le PIB des États-Unis. Ce montant correspond à la valeur des actifs de référence couverts par les CDS vendus ou achetés par les banques (il inclut les ventes croisées)[19].
- En décembre 2010, au niveau mondial, d'après la Banque des règlements internationaux (BRI), les montants notionnels des contrats CDS s'élevaient à 29 898 milliards (brut)[20]. En mars 2009, d'après la BCE, les principaux émetteurs de titres non-souverains servant d’actifs de référence aux contrats de CDS, étaient les banques : GE Capital, JP Morgan, Goldman Sachs Group, Morgan Stanley, Deutsche Bank et Barclays Group [21].
- Chacune des banques anglaises Barclays et RBS avait en 2009 des engagements s'élevant à 2 400 milliards de livres en CDS (soit 4 800 milliards de £ au total)[22]. Charles Goodhart estimait  que la seule nationalisation du groupe Lloyds Banking aurait fait passer la dette publique anglaise de 45 % à 300 % du PIB[23].
- Le risque d'exposition des banques françaises résultant de leurs engagements hors bilan était en juillet 2010, supérieur au PIB français : Crédit agricole pour 929 milliards d'euros ; BNP Paribas pour 571 milliards d'euros ; BPCE pour 491 milliards d'euros et la Société Générale pour 453 milliards d'euros [24],[25] (il faut noter que les CDS ne représentent qu’une faible partie de ces engagements).
- Début novembre 2011, d'après Depository Trust & Clearing Corporation, le montant au niveau mondial des contrats CDS souscrits pour les dettes des états (souveraines), s'élève au moins à 2 800 milliards de dollars [26]. Ce montant est cependant une estimation du montant réel, car les contrats étant souscrits directement entre contractants (de gré à gré), ils sont le plus souvent connus d'eux seuls. Une étude du FMI estime cependant que les contrats enregistrés par la DTCC représentent 75 % du volume total des contrats émis[27].